# Beatrix van Savoye (1205-1266)
Beatrix van Savoye (1205 — Les Échelles, 1266) was een dochter van Thomas I van Savoye en van Beatrix van Genève.
Zij huwde in 1220 met Raymond Berengarius V van Provence (1198-1245) en werd de moeder van vier dochters:
- Margaretha van Provence (1221-1295), die huwde met koning Lodewijk IX van Frankrijk
- Eleonora van Provence (1223-1291), die huwde met koning Hendrik III van Engeland
- Sancha van Provence (ca. 1228-1261), die huwde met Richard van Cornwall, koning van het Heilige Roomse Rijk
- Beatrix van Provence (1232/34-1267), gravin van Provence (1245-1267), die huwde met Karel van Anjou.

Zij was een beschermster van de hospitaalridders en schonk hun in 1260 het kasteel van Les Échelles.

## Voorouders
| Voorouders van Beatrix van Savoye (1205-1266) | Voorouders van Beatrix van Savoye (1205-1266)                            | Voorouders van Beatrix van Savoye (1205-1266)                            | Voorouders van Beatrix van Savoye (1205-1266)                                  | Voorouders van Beatrix van Savoye (1205-1266)                                  | Voorouders van Beatrix van Savoye (1205-1266)                            | Voorouders van Beatrix van Savoye (1205-1266)                            | Voorouders van Beatrix van Savoye (1205-1266)                            | Voorouders van Beatrix van Savoye (1205-1266)                            |
| --------------------------------------------- | ------------------------------------------------------------------------ | ------------------------------------------------------------------------ | ------------------------------------------------------------------------------ | ------------------------------------------------------------------------------ | ------------------------------------------------------------------------ | ------------------------------------------------------------------------ | ------------------------------------------------------------------------ | ------------------------------------------------------------------------ |
| Overgrootouders                               | Amadeus III van Savoye (1094/95-1148) ∞ Mathilde van Albon (-)           | Amadeus III van Savoye (1094/95-1148) ∞ Mathilde van Albon (-)           | Gerald I van Mâcon (ca.1125-1184) ∞ Guigone of Maurette van Salins (1137-1200) | Gerald I van Mâcon (ca.1125-1184) ∞ Guigone of Maurette van Salins (1137-1200) | Amadeus I van Genève (1098-1178) ∞ Mathilde van Cuseau (-)               | Amadeus I van Genève (1098-1178) ∞ Mathilde van Cuseau (-)               | Aymon I van Foucigny (-) ∞ ? (-)                                         | Aymon I van Foucigny (-) ∞ ? (-)                                         |
| Grootouders                                   | Humbert III van Savoye (1136-1188) ∞ Beatrix van Mâcon (1160-1230)       | Humbert III van Savoye (1136-1188) ∞ Beatrix van Mâcon (1160-1230)       | Humbert III van Savoye (1136-1188) ∞ Beatrix van Mâcon (1160-1230)             | Humbert III van Savoye (1136-1188) ∞ Beatrix van Mâcon (1160-1230)             | Willem I van Genève (1132-1195) ∞ Beatrix van Foucigny (-)               | Willem I van Genève (1132-1195) ∞ Beatrix van Foucigny (-)               | Willem I van Genève (1132-1195) ∞ Beatrix van Foucigny (-)               | Willem I van Genève (1132-1195) ∞ Beatrix van Foucigny (-)               |
| Ouders                                        | Thomas I van Savoye (1180-1233) ∞ 1196 Beatrix van Genève (ca.1180-1252) | Thomas I van Savoye (1180-1233) ∞ 1196 Beatrix van Genève (ca.1180-1252) | Thomas I van Savoye (1180-1233) ∞ 1196 Beatrix van Genève (ca.1180-1252)       | Thomas I van Savoye (1180-1233) ∞ 1196 Beatrix van Genève (ca.1180-1252)       | Thomas I van Savoye (1180-1233) ∞ 1196 Beatrix van Genève (ca.1180-1252) | Thomas I van Savoye (1180-1233) ∞ 1196 Beatrix van Genève (ca.1180-1252) | Thomas I van Savoye (1180-1233) ∞ 1196 Beatrix van Genève (ca.1180-1252) | Thomas I van Savoye (1180-1233) ∞ 1196 Beatrix van Genève (ca.1180-1252) |